# كبوسين كينغي
كبوسين كينغي (الاسم العلمي:Tropaeolum kingii) هو نوع من النباتات يتبع جنس الكبوسين من الفصيلة الكبوسينية.